# Statslära
Statslära handlar om olika aspekter på staten och det politiska systemet, exempelvis hur partier, folkrepresentationssystem, riksdag och demokrati fungerar på både inhemsk och internationell nivå. De huvudsakliga studieområdena är därför olika politiska system, internationella relationer och statsförvaltning.